# Paradoxornis de Yunnan
El paradoxornis de Yunnan (Sinosuthora brunnea ricketti; syn: Sinosuthora ricketti) és un tàxon d'ocell passeriforme de la família dels paradoxornítids (Paradoxornithidae), tot i que sovint encara se'l troba classificat amb els sílvids (Sylviidae). Se'l troba a la província de Yunnan, a l'interior de la Xina. El seu hàbitat el conformen matollars, herbassars i boscos tropicals i subtropicals de frondoses humits de l'estatge montà. El seu estat de conservació es considera de risc mínim.

## Taxonomia
Segons el Handook of the Birds of the World i la quarta versió de la BirdLife International Checklist of the birds of the world (Desembre 2019), aquest tàxon tindria la categoria d'espècie. Tanmateix, altres obres taxonòmiques, com la llista mundial d'ocells del Congrés Ornitològic Internacional (versió 12.2, juliol 2022), el consideren encara una subespècie del paradoxornis alabrú (Sinosuthora brunnea ricketti).